# Восьмое управление Генерального штаба Вооружённых сил Российской Федерации
Восьмо́е управле́ние Генера́льного шта́ба Вооружённых сил Росси́йской Федера́ции (официальное сокращение 8 У ГШ ВС РФ) — орган военного управления Генерального штаба Вооружённых сил России, возглавляющий Службу защиты государственной тайны (СЗГТ) Вооружённых сил Российской Федерации. Решает задачи по обеспечению Министерства обороны Российской Федерации необходимой информацией для выполнения текущих задач по управлению Вооружёнными силами Российской Федерации.

## История
8 У ГШ ВС РФ является преемником шифровальных органов РККА с 1941 года.
К началу Великой Отечественной войны управление было укомплектовано кадрами и инженерным составом.
- 7 октября 1941 года Управление шифровальной службы Генерального штаба официально переименовали в Восьмое управление Генерального штаба.

В это же время в составе Полевого штаба РВСР была образована специальная часть. Затем специальные органы были созданы в Главном артиллерийском управлении, Центральном управлении военных сообщений, Управлении связи, Управлении снабжения и ряде других управлений, а уже к 1920 году система защиты военных секретов дошла и до соединений.
В 1926 году орган был преобразован во 2-й отдел Управления делами Народного комиссариата по военным и морским делам (НКВМД), а в 1930 году — сначала в 7-й отдел штаба РККА, а затем и в 8-й, который закреплён за Управлением и сейчас. Подготовка специалистов Службы осуществлялась в Военной академии имени М. В. Фрунзе.
В 1939 году 8-й отдел Генерального штаба РККА был переименован в Отдел специальной службы и включён в состав Оперативного управления ГШ РККА.
С началом Великой Отечественной войны было создано Управление специальной службы Генерального штаба РККА общей численностью 197 военнослужащих и 50 служащих.

## Наше время

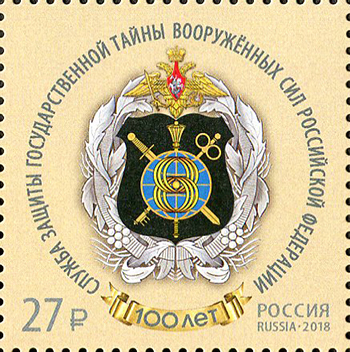
Почтовая марка 2018 год. 100 лет Службе защиты государственной тайны Вооружённых Сил Российской Федерации

В Главном храме Вооруженных сил 15 мая 2021 года состоялась церемония освящения штандарта начальника 8 У ГШ ВС РФ.
В штабе ВВО в Хабаровске 11 июля 2022 года открыли бюст основоположника службы защиты государственной тайны ВС РФ генерал-лейтенанта Петра Белюсова.
В Москве 11 ноября 2022 года состоялось гашение марки[значимость факта?] с портретом основоположника Службы защиты государственной тайны генерал-лейтенанта Петра Белюсова.
21 марта 2023 года исполнилось 100 лет со дня рождения начальника 8 Управления ГШ ВС СССР (1972—1988) генерал-лейтенанта Сторча Николая Васильевича.
Именами начальников 8 Управления Генерального штаба ВС СССР названы 2 подводных географических объекта в Белом и Баренцевом морях, соответствующее распоряжение подписал Председатель Правительства Российской Федерации.

## Начальники
- генерал-лейтенант Белюсов, Пётр Николаевич (1941—1961)[12][13]
- генерал-лейтенант Черпаков Александр Иванович (1961—1972)[источник не указан 1909 дней]
- генерал-лейтенант Сторч Николай Васильевич (1972—1988)[14]
- генерал-лейтенант Земляницын Валентин Николаевич (1988—1996)[источник не указан 1909 дней]
- генерал-лейтенант Задорощенко Анатолий Васильевич (1996—1999)[источник не указан 1909 дней]
- генерал-лейтенант Халанский Валерий Михайлович (1999—2007)[источник не указан 1909 дней]
- генерал-лейтенант Марусин Евгений Николаевич (2007—2010)[4]
- генерал-лейтенант Кузнецов Юрий Васильевич (2010—2023)[15]
- генерал-майор Колованов Андрей Викторович[источник не указан 458 дней] (2023 — н.в.)

## Учебные заведения
- Краснодарское высшее военное училище имени генерала армии С. М. Штеменко